# Murree

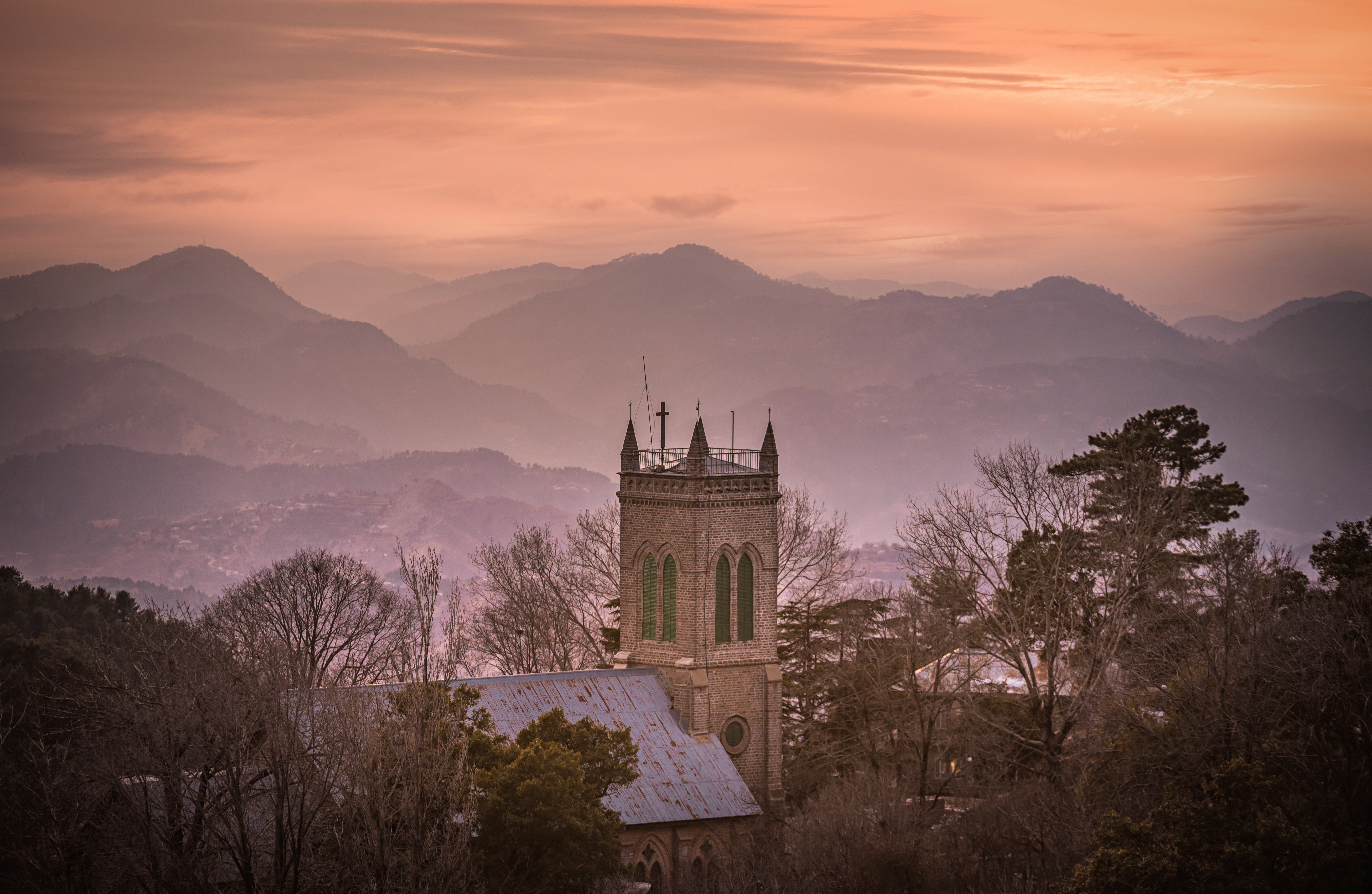
Sonnenaufgang über Murree, im Vordergrund die Holy Trinity Church

Murree ist eine Kleinstadt in der Provinz Punjab in Pakistan in der Region Galyat.
Sie wurde 1851 vom britischen Gouverneur von Panjab, Sir Henry Lawrence, als sogenannte Hill Station errichtet und ist seit jeher ein Fremdenverkehrsort. Es sind noch viele Gebäude aus der Gründerzeit erhalten.
Unterdessen wird von der Ahmadiyya-Gemeinde angenommen, dass die Jungfrau Maria (Mutter Jesu von Nazareth) in Murree begraben ist. Muree befindet sich auf einer Höhe von 2300 Meter über NN. Von hier aus hat man eine gute Aussicht auf die umliegenden Berge bis hin zu denen des Himalayas. Neben der Aussicht und der Natur ist der Ort auch im Sommer wegen seiner milden Temperaturen beliebt.
Muree ist von Islamabad-Rawalpindi in zwei Stunden über eine gut ausgebaute Straße erreichbar.

## Tourismus
Murree ist wirtschaftlich sehr stark vom Tourismus abhängig. Aufgrund der geografischen Nähe zu Islamabad, der Hauptstadt Pakistans, ist Murree einer der meistbesuchten Orte in der nördlichen Bergregion des Landes. Vor allem für Hochzeitsreisen ist Murree ein beliebter Zielort. Darüber hinaus wurden in den letzten Jahrzehnten auch umliegende Gebiete wie Bhurban und Partriata touristisch stark weiter entwickelt. Patriata ist auch als „New Murree“ bekannt. In Bhurban wurde mit dem Pearl Continental ein Fünf-Sterne-Hotel und ein Neun-Loch-Golfplatz mitten in den Bergen aufgebaut.

## Söhne und Töchter der Stadt
- Francis Younghusband (1863–1942), britischer Forschungsreisender, Offizier, Religionsphilosoph und Sachbuchautor
- Reginald Dyer (1864–1927), Brigadegeneral der britischen Indien-Armee
- Hastings Lees-Smith (1878–1941), britischer Politiker
- Berta Ruck (1878–1978), britische Schriftstellerin
- Gerald Lathbury (1906–1978), britischer General
- Geoffrey Harding Baker (1912–1980), britischer Generalfeldmarschall
- John L. Cloudsley-Thompson (1921–2013), britischer Weltkriegsveteran, Zoologe und Hochschullehrer
- Aitzaz Ahsan (* 1945), Politiker, Anwalt und Senator
- Shah Mehmood Qureshi (* 1956), Politiker